# 福建省革命造反委员会
福建省革命造反委员会，简称革造会，是福建省无产阶级文化大革命期间的群众组织之一。其对立面为福建省八·二九革命造反总司令部（八·二九）。

## 历史
1967年1月26日，一些造反派学生在福建军区要求司令员韩先楚接见。在韩先楚未出来的情况下，造反派冲击军区司令部，与解放军产生冲突，史称“一·二六事件”。在“一·二六事件”的影响下，“拥韩派”（于1967年1月16日成立福建省八·二九革命造反总司令部）与“倒韩派”形成，成为福建省的两大对立群众组织派系。
1967年4月20日，由福州大学、福建师范学院和南下串联队组成的“四二〇行动委员会”查封了《福建日报》社。4月28日，福建军区对《福建日报》社和福建人民广播电台实施军管。史称“四·二〇事件”。
1967年5月12日，中共中央作出对福建省实施军管的决定。
1967年7月9日，福建省革命造反委员会成立，由福州工人革命造反联合总部、福州农民革命造反联络总站、省直机关革命造反联合总部、市级机关革命造反联合总部、毛泽东思想红卫兵福建革命委员会、福建前线红卫兵总部、福建前线工农赤卫军革命造反联合总部、省八二九革命造反总司令部井冈山兵团、福建前线革命造反派联合会等9个单位发起组成。在福州和全国比较有影响的有三个：工联总、革委会、省直联总。福建省革命造反委员会的领导机关是勤务组，其成员是各组织的主要负责人，主要有石祥松、田毓民、姜观、温恒金、陈力生等。聘请的军队顾问是周振祥与郑克诚。章程由石祥松起草。
1967年8月9日，革造会派与八二九派在华侨大厦爆发武斗。
1967年8月12日，福建省革命造反委员会与福建省八·二九革命造反总司令部等8个组织的赴京汇报团达成4个协议，内容包括：双方毫无条件停止武斗；双方撤离华侨大厦；双方不得以任何借口、任何方式，挑动农民进城参加武斗等。

### 分裂
1967年下半年，革造会内部進一步分裂，逐漸演變成三派：
“向北京派”：
1967年12月6日，《向北京》創刊，石祥松，田毓民，姚自建發佈宣言，確定立場為“打葉批韓反左防右”。
“閩山風暴派”：
1968年1月5日，《閩山風暴》創刊，確定立場為“打葉批韓反左反右”。
“四·二〇派”：王泉金出獄后于1967年11月4日組建，四·二〇派認爲革造会是叛徒集團，同時“用武裝革命打倒韓先楚，建立真正的人民武裝”。

## 四·二〇革命造反委员会
四·二〇革命造反委员会，简称四·二〇派，俗称Q派。成立于1967年11月4日，是从革造会分裂出去的派系。主要负责人是王泉金，王峰等人。其立场为“反军倒韩”，同时也反对革造会内部的“右倾机会主义领导人”。其前身組織為福建師範學院紅九二，原革造会下屬組織之一。

### 主要活動
1967年11月16日，福建軍區與紅九二組織在古屏路發生流血衝突。死傷60餘人。
1967年11月27日，四·二〇派衝擊省軍管會和福州警備區司令部，同日，四·二〇派圍攻中央調查組住處。
1967年12月3日，福州警備區司令部與福建師院附中學生發生衝突，造成多人傷亡。
1967年12月9日，四·二〇派圍攻人民大廈，與八二九派進行武鬥。
1967年12月10日，四·二〇派凍結了福州四銀行。向中央文革小組發出電報。
1967年12月20日，四·二〇派在人民文化宮召開控訴韓先楚大會。

## 消亡
1968年2月2日，四·二〇派，八二九派，革造会派等107個福建群衆組織簽訂《關於收繳武器 制止武鬥》協議，即二·二協議。1968年8月，福建省革命委员会成立。群衆組織相繼解散。

## 注解
1. ↑  革造会成员讽刺一些没有经历过四·二〇事件的四·二〇派参与者是“跟着四·二〇的屁股跑，建议四·二〇应该在〇上加一撇”，而后四·二〇在〇上加了向左的一撇，由于没有对应字符，因此在印刷时用Q代替[4]